# Опсада Пирне
Опсада Пирне (енгл. Siege of Pirna) била је једна од првих битака седмогодишњег рата (1756-1763). Након пруске инвазије Саксоније, главнина саксонске војске повукла се у утврђени логор у Пирни, у намери да сачека долазак савезника - Аустријанаца. Покушај Аустријанаца да са 8.000 војника деблокирају Пирну није успео. Изнурени Саксонци предали су се 16. октобра. Фридрих их је потом уврстио у своју војску.

## Позадина

### Узроци седмогодишњег рата
Агресивна политика Пруске за владавине Фридриха Великог била је, пре свега усмерена на слабљење Аустрије и ограничавање власти царице Марије Терезије, да би се пруској хегемонији отворио пут у Немачку.. Ахенским миром из 1748. (након Рата за аустријско наслеђе 1740-1748) Пруска је добила Шлезију, али се те богате покрајине Аустрија није хтела одрећи. Фридрих је тежио да освоји и Саксонију, чијем би изборном кнезу, као надокнаду, дао Чешку коју би претходно отео оа Аустрије. Намеравао је, такође, да се домогне пољске Помераније и Курландије. Трађећи савезника на континенту за рат против Француске, Велика Британија је нашла погодног партнера у Пруској, са којом је 16. јануара 1756. закључила Вестминстерску Конвенцију. Тиме је Пруска напустила свог дотадашњег савезника Француску, и стала на страну Велике Британије која се обавезала да подржи остварење пруских освајачких планова у Европи. Напуштена од Пруске, Француска се окренула свом доскорашњем противнику Аустрији, с којом је 1. маја 1756. у Версају склопила одбрамбени савез.
Да би ослабила моћ пруског краља и смањила опасност од пруске агресије, а истовремено остварила претензије на Источну Пруску, Пољску и Курландију, Русија је у децембру 1756. пришла француско-аустријском споразуму, а 19. маја 1757. склопила је савез са Аустријом. Остале европске земље сврстале су се према својим интересима: на једној страни биле су Пруска, Велика Британија, касније и Португалија, а на другој Аустрија, Француска, русија, Шведска, Пољска, а о 1762. Шпанија и Краљевина Двеју Сицилија. Севернонемачке државе (Хановер, Хесен-Касел, Брауншвајг) биле су на страни Пруске, а већина јужнонемачких (Саксонија, Баварска, Фалачка) подржавае су Аустрију. Свака држава-чланица европске коалиције, имала је у односу на Пруску своје посебне циљеве, који се међусобно нису могли усагласити: Аустрија је тежила да Пруској нанесе потпун пораз, а Француска само да ослаби њену моћ; обе су се, истовремено, бојале јачања русије. То је утицало на ток и исход рата.

### Супротстављене снаге

#### Пруска и Енглеска
Од рата за шпанско наслеђе (1710-1714) до Седмогодишњег рата учињен је велики напредак у организацији, наоружању, тактици и употреби оружаних снага водећих европских земаља. Боља извежбаност, покретљивост, техничка и тактичка преимућства, омогућили су пруској војсци да се у седмогодишњем рату успешно носи са снагама надмоћније коалиције. Пред почетак Седмогодишњег рата пруска војска имала је 126.000 људи, а почетком 1757. тај број је порастао на 147.000 људи оперативне војске (132 батаљона, 213 ескадрона и 368 топова). Савезник Пруске, Велика Британија, после Ахенског мира свела је своу војску на 18.000 људи.

#### Коалиција протв Пруске
Руска војска, после реформи цара Петра Великог и победе и искуства из северног рата против Шведске (1700-1721), била је равноправна са војскама водећих европских држава. Попуна је вршена регрутовањем властитих грађана, од којих су стваране и старешине, па је постепено прерастала у националну армију. Недостатке у обуци и опреми надокнађивала је бољом организацијом, моралом и издржљивошћу својих војника. Уочи Седмогодишњег рата укупно је имала 318.000 људи, али су се само гарда (3 пешадијска пука и коњички пук) и оперативна војска (50 пешадијских пукова и 32 коњичка пука, са укупно 174.000 људи) могли употребити за операције ван земље.
Аустријска војска, после пораза у рату за аустријско наслеђе, брзо се опоравила. Пред седмогодишњи рат имала је око 150.000 војника (54 пешадијска пука и 40 коњичких пукова и 32 чете артиљерије формиране у 4 бригаде). Постојале су техничке трупе, шајкашка флотила на Дунаву и саперске јединице. За ратне операције Аустрија је употребила и јединице Војне крајине из Хрватске и Славоније, чија је укупна јачина пред седмогодишњи рат износила 34.000 пешака и 6.000 хусара.
Француска војска, исцрпљена многим ратовима, раздирана корупцијом и секташтвом, попуњена 0-30% страним најамницима, изгубила је особине најбоље војске у Европи. У рат је ушла са око 213.000 војника (245 батаљона и 233 ескадрона), али је 1761. достигла свој максимум са 280-290.000, укључујући и 166.000 људи милиције. Но операције против Велике Британије на мору и у колонијама, ограничиле су ангажовање француске војске у Европи.
Оружане снаге осталих држава учесница у седмогодишњем рату биле су далеко слабије: Шведска је имала 17.000 људи, а јужнонемачке државе око 54.000 људи (од тога Саксонија 21.000).
У операцијама против Пруске коалиција европских држава ангажовала је само неколико десетина хиљада војника више од Пруске, иако су могућности коалиције (90 милиона према 5 милиона становника) биле далеко веће.

### Операције током 1756. године
Да би предухитрила своје прве, још недовољно припремљене противнике - Саксонију и Аустрију, Пруска је крајем августа почела против њих ратне операције. Рачунајућида ће до краја године заузети Саксонију и створити пространу операцијску основицу за дејства према Чешкој, Фридрих Велики је главним снагама (66.000 војника) кренуо у три колоне са линије Хале - Бунцлау (Болеславјец) и 29. августа прешао саксонску границу. За заштиту Источне Пруске оставио је фелдмаршала Ханса Левалта са 20.000, а Шлезије фелдмаршала Курта Шверина са 27.000 војника. Померанију је штитило 8.500 војника.

## Опсада
Након упада главнине пруске војске у Саксонију (29. августа 1756), саксонска војска (око 19.000 војника) под фелдмаршалом Фридрихом Рутовским, не пружајући отпор најезди, повукла се 2. септембра 1756. у утврђени логор код Пирне, где је намеравала да сачека долазак својих савезника - Аустријанаца. Након што је 10. септембра заузео Дрезден, да би уштедео сопствене и саксонске губитке, пруски краљ Фридрих Велики блокирао је Саксонце у Пирни да би их глађу приморао на предају.

### Покушај деблокаде и капитулација
Код Лобозица (Ловосице) дошло је 1. октобра до судара између дела пруске војске под фелдмаршалом Џемсом Китом (енгл. James Francis Edward Keith), кога је Фридрих Велики истуро према Аусигу (Устји над Лабем), и аустријске војске под фелдмаршалом Брауном, који је кренуо преко Будина (Будиње над Охржом) да веже главне пруске снаге на левој обали реке Лабе, како би се на десној обали могао спојити са Саксонцима. Иако је био одбачен од Лобозица на Будин, фелдмаршал Браун ипак је пребацио 8.000 људи преко Лабе и упутио их према Бад Шандауу у сусрет саксонцима, али они нису могли пробити пруску блокаду. Пошто се Браун није усудио да сам нападне да сам нападне надмоћније пруске снаге, саксонска армија у пирни је 16. октобра капитулирала, а Фридрих Велики је њене јединице ставио под команду пруских официра и укључио их у своју војску.

## Последице
Како је ситуација пруске војске у Чешкој била неповољна  све док док се Праг налазио у аустријским рукама, Фридрих Велики је почетком октобра повукао војску у Саксонију и Шлезију, где је презимила.